# Gustav Adolf Schön
Gustav Adolf Schön (* 25. Oktober 1834 in St. Thomas, Dänisch-Westindien; † 12. April 1889 in Paris) war ein Unternehmer, Politiker und Bodenspekulant, der sich insbesondere um die Entwicklung und den Ausbau von Weißensee (ab 1920 zu Berlin) in der Gründerzeit verdient gemacht hat.

## Leben
Geboren als zweiter Sohn des Hamburger Großreeders August Joseph Schön, verbrachte er seine Kindheit mit seinen Brüdern Christian August Wilhelm Schön (1828–1898) und Anton Matthias Schön (1837–1922) auf den Virgin Islands.
Im Jahre 1854 übernahm er das Handelshaus J. Greve & Co. in Hamburg. Ab 1857 war er Teilhaber des Hamburger Unternehmens G. A. Schön & Co. Schön war vielfältig engagiert, er arbeitete als Honorarkonsul für die Dominikanische Republik und er war von 1868 bis 1869 Präses der Handelskammer Hamburg. Er wirkte außerdem in einigen Deputationen mit, so der Deputation für Handel Schifffahrt und Gewerbe der Finanzdeputation und in der Deputation für Indirekte Steuern. Von 1871 bis 1874 gehörte er dem Reichstag für die Nationalliberale Partei und den Reichstagswahlkreis Freie und Hansestadt Hamburg 1 an als Nachfolger von Edgar Daniel Roß. 1875 musste die Firma G. A. Schön & Co liquidiert werden, seine Segelschiffe konnten sich gegen die neuen Dampfschiffe nicht mehr behaupten.
Der Hamburger Jurist und Politiker Alexander Schön (1864–1941) war sein Sohn.

## Spekulation in Weißensee
Schön sah voraus, dass Berlin wachsen würde und dank seines Bruders Anton Matthias Schön, seiner Schwägerin Albertine Amalie Schön, seiner Cousine Amalie Schön und des Bankhauses von Friedrich Martin von Magnus gelang es Gustav Adolf Schön, seine wirtschaftlichen Pläne zu finanzieren.
Im Jahre 1872 kaufte er das Rittergut Weißensee für 700.000 Taler von Friedrich Wilhelm Lüdersdorff, dem Neffen von Johann Heinrich Leberecht Pistorius, mit dem Ziel, es zu parzellieren und spekulativ zu verkaufen. Bis 1874 gelang ihm der Verkauf der meisten Grundstücke. Um vom einsetzenden Baugeschehen zu profitieren, gründete er mit Hermann Roelcke, Ernst Gäbler und dem Bankhaus Busse & Co. eine Baugesellschaft.
1874 zog Gustav Adolf nach Paris. Vorher gründete er noch die Weißensee Actien-Gesellschaft, wobei er seinen Vorsitz im Aufsichtsrat an seinen Bruder Anton Matthias Schön abtrat, der dann die restlichen Grundstücke verkaufte.
Die beiden in Berlin-Weißensee gelegenen Straßen Gustav-Adolf-Straße und Schönstraße tragen seit etwa 1874 beziehungsweise seit 1884 seinen Namen. 

## Weißenseer Straßennamen
Zahlreiche Unterstützer Gustav Adolfs sind in den Namen der Straßen im Gründerviertel in Berlin-Weißensee verewigt:
- Albertinenstraße: nach seiner Schwägerin, Frau seines Bruders Christian
- Amalienstraße: nach seiner Cousine
- Antonplatz: nach seinem Bruder
- Gäblerstraße: nach dem Mitbegründer seines Bauunternehmens
- Magnusstraße: nach dem Inhaber des gleichnamigen finanzierenden Bankhauses (heute umbenannt)
- Roelckestraße: nach dem Mitbegründer seines Bauunternehmens